# 小熊梦工厂
《小熊梦工厂》（原名：Q宠熊熊）是腾讯公司自主研发运营的一款3D休闲养成产品，与QQ宠物企鹅、QQ宠物猪猪不同，小熊梦工厂以哈尼熊为主人公，抛弃QQ宠物企鹅、QQ宠物猪猪采用的Flash2D引擎，采用GameBryo3D引擎构建的一款全新的宠物养成类游戏。
本游戏于2013年6月28日19时00分被腾讯公司停止运营。

## 游戏玩法

### 养成
玩家可以把小熊当作一只真实宠物进行喂养、清洁、交互等操作。同时，玩家还可以给自己的宠物选定职业，并对宠物的职业之路进行培养。

### 社区
玩家可以登入社区，与NPC或其他玩家进行交互。

### 通告
在游戏中选定八爪娱乐公司或沙丁娱乐公司签约后，到对应公司经纪人接通告。开启通告小游戏，使用加油彩带应对通告中的4~10个好运/霉运事件。

### 小游戏

#### 快问反答
根据游戏给出的问题及答案，判断对与错后选出相反的那一个答案。每关均有一定数量的机会气球，答错一次气球减一，气球数为0时游戏结束。可以使用游戏货币“水晶”增加气球。

#### 明星足球/明星篮球
通过键盘/鼠标控制球在十字坐标轴上的横纵坐标，越靠近远点射门/投篮成功率越高，射门/投篮成功则游戏通过。

#### 舞动卡牌
类似于神经衰弱的小游戏。游戏起始会给出一堆两两配对的方块，玩家点击一个方块可以在一定的时间内看方块的内容，在规定的时间内将所有的方块配对成功即算通过。

#### 疯狂秀场
类似于QQ炫舞的小游戏。游戏过程中会给出1~3个键盘序列，玩家需要按照键盘序列在一定时间内以正确顺序击打键盘对应的按键。

### PK
使用伤害技能将对方HP减至0即可胜利。

## 大事记

### PK系统大事记
自新春大乱斗版本推出PK系统以来，该系统一直引发部分玩家的争议。一部分玩家认为该系统与小熊可爱的特性格格不入，另一部分玩家认为该系统在提升游戏可玩性的同时能够吸引部分男性玩家加入游戏，并有助于游戏运营商盈利。随后的副本系统、宝石系统均被玩家剑指为游戏运营商希望在短时间快速增加盈利的方式。
但其后一个月一位玩家无意发现小熊PK系统内存在的漏洞，并使用此漏洞编写出可以快速增加成长值的脚本。经过不法商人的蒙骗传播，最终此脚本被散播到全社区。社区中无处不见利用此漏洞违规增加成长值的玩家。

## 游戏停止运营

### 停运公告
- 关于小熊梦工厂QQ快捷启动图标的停用公告
- 关于商城停用的新闻公告
- 小熊梦工厂服务变更公告
- 小熊梦工厂服务器关闭公告

### 玩家态度
官方发布服务变更公告后，大部分玩家对游戏运营商的做法感到不满。一是补偿不足，二是玩家与游戏及游戏中的其他玩家产生了深厚的感情。随后有玩家发起微博抗议活动，但收效甚微。部分拨打12315投诉的玩家收到腾讯公司的回应，但态度冷热不一。

### 停止运营原因
- 2年没有进行游戏常规更新[4]，玩家流失严重。即使留下来，消费欲望也不强
- 游戏服务器维护成本过重（有传闻称小熊梦工厂游戏服务器一个月的成本需要80万人民币）
- 外挂横行，游戏氛围被破坏
- 腾讯公司游戏布局策略变更，对养成类游戏不看好（同QQ宠物系列的QQ宠物猪猪亦被关闭[5]）
- 游戏运营团队被抽调（极有可能被抽调到魔方工作室负责的火影忍者Online项目[6]）
- 游戏策划不佳，PK系统等在关服后被许多玩家吐槽为“走了还要捞一笔”。也有玩家指游戏设定的产出消耗比不正确。
- 内测玩家对旧社区的不舍转化成对新社区的不满。事实上大部分内测玩家称旧社区要好于新社区。

## 脚注列表
1. ↑  更名公告：http://bear.qq.com/webplat/info/87/430/979/201003/55111.shtml （页面存档备份，存于）
2. ↑  停止运营通知：http://bear.qq.com/webplat/info/news_version3/161/2770/2771/2772/m2532/201306/213291.shtml （页面存档备份，存于）
3. ↑  百度贴吧“小熊梦工厂”及游戏论坛 （页面存档备份，存于）收到大量玩家投诉及保留游戏请求
4. ↑  更新列表：http://bear.qq.com/webplat/info/news_version3/161/2770/2771/2775/m2531/list_1.shtml （页面存档备份，存于）
5. ↑  来源：服务变更公告 （页面存档备份，存于）——我们怀着万分遗憾的心情宣布《小熊梦工厂》和《QQ宠物猪猪》将于2013年6月28日停止运营
6. ↑  火影忍者Online的项目负责人张晗劲也是小熊梦工厂的项目负责人 张晗劲作为火影忍者Online项目负责人的采访 （页面存档备份，存于） 张晗劲作为小熊梦工厂项目负责人的采访 （页面存档备份，存于）